# 石根华
石根华（1939年7月—），中國河北省唐山市乐亭县人，是岩石力学领域数值流形方法的创始人。将数学拓扑学理论与工程实践相结合，首创了岩石工程领域的《关键块体理论》和《非连续变形分析》的方法。被誉为数学家，力学家，岩石工程实践专家。

## 简历

### 出生与求学
- 1937年出生于河北省唐山市
- 1963年成为北京大学第一届数学力学系研究生，师从著名的数学家 江泽涵教授。期间对代数拓扑学进行了系统的学习。1963年，他从北京大学数学系毕业，考入该系研究生。在学校的分配下，他师从江泽涵教授，主攻代数拓扑学和不动点理论，在《数学学报》上发表了《最少不动点和尼尔生数》与《恒同映射类的最少不动点数》论文，被国际同行称为“石氏类型空间”和“石根华条件”。20世纪60年代出版的美国《数学评论》就介绍了“姜（伯驹）—石学派”，在当时的中国数学界引起轰动.读研究生时，江泽涵曾希望他能留校任助教。然而，“文化大革命”开始后，学校停了课，并提倡应用。石根华参与了海边寻找淡水项目中的数学计算，这激起了他对数学应用的兴趣。研究生毕业时，他被分配到水电部。当时，水电部人事工作的负责人告诉他，他可以到水电部的高等院校和研究所去作研究，但石根华表示自己很想作应用，并自愿申请到工地。1968年5月，石根华从水电部西北设计院来到了甘肃省白龙江，参加碧口水电站工程的建设。谈到当初的选择，他说：“这是因为‘文革’时期，如果不做工程，我就只有‘上山下乡’了。在北大时，我就接触了很多工程方面的研究。所以，还是做工程好一点，因为我相信数学是有用的。”当他穿着工作服、帮一位工程师挑着扁担来到工地时，大家以为他是搬运工。他说：“当时我不认识周围的人，地方也是完全陌生的——在深山里，两边陡壁夹着山沟，山上开着油菜花，连工作也完全不熟悉。但我感到，到了工地好轻松啊，北大的竞争压力太大了。所以，虽然我的工作是打眼放炮，背着那么重的炸药过吊桥，但我并不觉得可怕，反而觉得北大的那种竞争是可怕的，就是在那个时候我下决心重新开始。” 石根华说，当年，建造白龙江水电站的目的是为中国的原子弹研究提供最可靠的电源。电站不大，但很重要，无论地理地质条件如何，都必须在这里建。“那里的岩石软到什么程度呢？拿手一抓，岩石会像饼干一样碎掉了。队伍进去了，大家说，算了，这种岩石，我们谁也回不去了。”让当初的他没有想到的是，他在碧口电站一干就是10年，并在这里成为岩石力学专家。
- 1968年加入了当时的中国水电部西北设计院。
- 1968年参与中国甘肃省白龙江碧口水电站工程建设。面对岩石工程中，一些稳定性等问题，他逐步的意识到数学理论和实践结合的必要。
- 1978年石根华的《岩体稳定分析的几何方法》在巴西国际岩石力学会上获得了最高评价。同一年，他的数学理论和工程经验在碧口调压井工程中发挥了重要的作用。并先后以“岩体稳定分析的全空间赤平投影方法” 获全国科学大会奖；以“大跨度地下洞室的光爆锚喷技术” 获全国科学大会奖；“碧口水电站调压井开挖技术” 和“碧口水电站调压井砼衬砌技术” 获甘肃省科学大会奖；
- 1979年 1月19日 被《人民日报》、《光明日报》等以长篇通讯《为现代化建设打先锋--记青年数学家、工程师石根华》刊登报道；之后被中国水电部调回北京水科院水利水电科学院；
- 1980年 成为当时为数不多的美国留学人员之一, 在加州大学伯克利分校的土木系和劳伦斯国家实验室从事数值算法科研工作，并同时攻读博士学位。他的导师Goodman是资深的数值算法领域教授。博士期间，石根华利用自己的数学功底，以及对工程实践的热爱，研究出了在国际上享有盛名的“石氏类型空间”和“石根华条件”，即《最少不动点数和尼尔生数》和《恒同映射类的最少不动点数》；他因此于1982年获得了全国自然科学奖。1988年光荣的获得了美国加州大学伯克利分校岩石力学博士学位；并且在此领域写下著作块体理论和非连续变形分析方法。
- 1990年到1992年期间，石根华创立了数值流形方法
- 2000年被聘为中国科学院大学工程计算中心首席科学家；
- 2004年他积极的投身于工程事业，将数值方法有效的用来解决工程实际问题。之后参与了很多工程项目的计算，比如甘肃省青海的拉西瓦水电站建设岩石力学计算，以及锦屏工程的岩石力学计算。

## 论文
- Shi, G.H. (1988). Discontinuous Deformation Analysis: A New Numerical Model for the Statics and Dynamics of Block Systems. PhD Thesis. University of California, Berkeley.
- Shi, G.H. (1991). Manifold method of material analysis. Transaction of the 9th Army Conference on Applied Mathematics and Computing, Minneapolis, Minnesota, 57-76.
- Shi, G.H. (1996). Manifold method. Proceeding of first International Forum on Discontinuous Deformation Analysis (DDA) and Simulations of Discontinuous Media. TSI Press, Albuquerque, NM, Mexico, 52-204.
- Shi, G.H. (2006). Producing Joint Polygons, cutting joint blocks and finding key blocks for general free surfaces. Chinese Journal of Rock Mechanics and Engineering, 25: 2161-2170.

## 著作
- Shi, G.H. (1996). Simplex integration for manifold method, FEM, DDA and analytical analysis. Proceeding first International Forum on Discontinuous Deformation Analysis (DDA) and Simulations of Discontinuous Media, TSI Press, Albuquerque, NM, Mexico, 205-262.